# Состав Русской духовной миссии в Пекине
Состав Русской духовной миссии в Пекине

## Первая миссия (1715—1728)
Начальник — Иларион (Лежайский), архимандрит (1657—1717, Пекин).
Иеромонах — Лаврентий.
Иеродиакон — Филимон.
Причетники — Иосиф Афанасьев, Осип (Иосиф) Дьяконов (ум. 1736, Пекин), Петр Якутов (ум. 1737, Пекин), Григорий Смагин, Никанор Клюсов (ум. 1737, Пекин), Андрей Попов, Илларион Якут, Федор Колесников (Белка).
Ученики (с 1727 г.) — Лука Воейков (ум. 1734, Пекин), Иван Пухарт, Федор (Федот) Третьяков, Иван Шестопалов (Яблонцев).

## Вторая миссия (1729—1735)
Начальник — Антоний (Платковский), архимандрит (ум. 1746).
Иеромонахи — Иван (Филимонов), Лаврентий (Уваров), Иосаф/Иосиф (Ивановский) (ум. 1747, Пекин).
Ученики — Илларион Россохин (1717—1761), Герасим Шульгин (ум. 1736, Пекин), Михаил Пономарев (ум. 1738, Пекин), Алексей Владыкин (с 1732 г.), Иван Быков (с 1732 г.).

## Третья миссия (1736—1743)
Начальник — Иларион (Трусов), архимандрит (ум. 1741, Пекин).
Иеромонахи — Лаврентий (Уваров), Антоний (Льховский), Лаврентий (Бобровников) (ум. 1745, Пекин).
Иеродиакон — Иосаф/Иосиф (Ивановский).
Причетники — Петр Иовлев, Петр Каменский, Яков Иванов (курилец) (ум. 1738, Пекин), Михаил Иванов, Иван Шихарев (ум. 1739, Пекин).
Ученики (с 1743 г., они же входили в четвертую духовную миссию) — Алексей Леонтьев (1716—1786), Андрей Канаев (1722—1752, Пекин), Никита Чеканов (ум. 1752, Пекин).
Пристав — Герасим Лебратовский.

## Четвёртая миссия (1744—1755)
Начальник — Гервасий (Ленцовский), архимандрит (ум. 1769).
Иеромонахи — Иоиль (Врублевский), Феодосий (Сморжевский) (ум. 1758), Иосаф/Иосиф (Ивановский) (ум. 1747, Пекин).
Причетники — Созонт Карпов, Кирилл Бельский, Кирилл Семенов, Алексей Смольницкий.
Ученики — Ефим Сахновский.

## Пятая миссия (1755—1771)
Начальник — Амвросий (Юматов), архимандрит (ум. 1771, Пекин).
Иеромонахи — Сильверст (Спицын) (ум. 1773, Пекин), Софроний (Огиевский) (Обресков) (ум. 1770, Пекин), Никифор (Коленовский) (ум. 1775, Пекин), Сергий (ум. 1768, Пекин).
Причетники — Стефан Зимин, Илья Иванов, Алексей Данилов (ум. 1772).
Пристав — Василий Игумнов.

## Шестая миссия (1771—1781)
Начальник — Николай (Цвет), архимандрит (ум. 1784).
Иеромонахи — Иуст (ум. 1778, Пекин), Иоанн (Протопопов) (ум. 1799), Никифор.
Причетники — Петр Родионов (ум. 1815), Иван Гребешков (ум. 1771, Пекин).
Ученики — (с 1772 г.) Федор Бакшеев (ум. 1787), Алексей Парышев, Алексей Агафонов (ум. 1794), (с 1779 г.) Яков Коркин (1745—1779, Пекин).

## Седьмая миссия (1781—1794)
Начальник — Иоаким (Шишковский), архимандрит (ум. 1795, Пекин).
Иеромонахи — Антоний (Седельников) (ум. 1782, Пекин), Алексей (Боголепов) (ум. 1809).
Иеродиакон — Израиль (ум. 1795, Пекин).
Причетники — Иван Орлов, Семен Соколовский.
Ученики — Егор Салертовский (ум. 1795, Пекин), Антон Владыкин (1757—1812), Иван Филонов (ум. 1790, Пекин), Алексей Попов (ум. 1795, Пекин).

## Восьмая миссия (1794—1807)
Начальник — Софроний (Грибовский), архимандрит (ум. 1814).
Иеромонахи — Иессей (ум. 1804, Пекин), Варлаам (ум;1802, Пекин).
Иеродиакон — Вавила (ум; 1797, Пекин).
Причетники — Козьма Карганский, Василий Богородский.
Ученики — Павел Каменский (1765—1845), Карп Круглополов, Степан Липовцов (1770—1841), Иван Малышев (1770—1806, Пекин), Василий Новоселов (с 1791 г..).
Пристав — Василий Игумнов.

## Девятая миссия (1807—1821)
Начальник — Иакинф (Бичурин), архимандрит (1777—1853).
Иеромонахи — Аркадий, Серафим, Нектарий.
Причетники — Василий Яфицкий, Константин Пальмовский.
Студенты — Маркел Лавровский (ум. Пекин), Лев Зимайлов, Михаил Сипаков, Евграф Громов (ум. Пекин).
Пристав — Семён Перфильевич Первушин.

## Десятая миссия (1821—1830)
Начальник — Петр (Каменский), архимандрит (1765—1845).
Иеромонахи — Вениамин (Морачевич), Даниил (Сивиллов).
Иеродиакон — Израиль.
Причетники — Николай Вознесенский, Алексей Сосницкий (ум. 1843).
Студенты — Кондрат Крымский (1796—1861), Захар Леонтьевский, Василий Абрамович.
Врач — Осип Войцеховский.
Пристав — Е. Ф. Тимковский.

## Одиннадцатая миссия (1830—1840)
Начальник — Вениамин (Морачевич), архимандрит.
Иеромонахи — Аввакум (Честной) (1801—1866), Феофилакт (Киселевский) (1809—1840, Пекин).
Иеродиакон — Поликарп (Тугаринов).
Студенты — Г. М. Розов, П. П. Курлянцев, А. И. Кованько, Е. И. Сычевский.
Врач — П. Е. Кирилов (1801—1864).
Художник — А. М. Легашев.
Прикомандированные — ботаник А. А. Бунге, астроном Е. Н. Фус, монголист О. М. Ковалевский.
Пристав — полковник М. В. Ладыженский.

## Двенадцатая миссия (1840—1849)
Начальник — Поликарп (Тугаринов), архимандрит.
Иеромонах — Иннокентий (Немиров) (1810—1897), Гурий (Карпов)
Иеродиаконы — Палладий (Кафаров),
Студенты — И. А. Гошкевич, В. В. Горский, И. И. Захаров.
Врач — А. А. Татаринов.
Художник — К. И. Корсалин.
Прикомандирован — магистр В. П. Васильев.
Пристав — Н. И. Любимов.

## Тринадцатая миссия (1850—1858)
Начальник — Палладий (Кафаров), архимандрит
Иеромонахи — Евлампий (Елисей Иванов) (род. 1822), Павел (Петр Цветков) (ум. 1855, Пекин).
Иеродиакон — Иларион (Михаил Оводов) (1827—1857, Пекин).
Студенты — М. Д. Храповицкий (1816—1860), Николай Иванович Успенский (ум. 1 дек. 1850, Пекин), Н. И. Нечаев (ум. 1854, Пекин), Константин Скачков.
Врач — С. И. Базилевский (1822—1878).
Художник — Иван Чмутов.
Пристав — Е. П. Ковалевский.

## Четырнадцатая миссия (1858—1864)
Начальник — Гурий (Карпов), архимандрит.
Иеромонахи — Александр (Кульчицкий), Исайя (Поликин) (1833—1871, Пекин), Антоний (Люцернов).
Студенты — А. Ф. Попов (1828—1870, Пекин), Константин Павлинов, Д. А. Пещуров, Николай Мраморнов.
Врач — П. А. Корниевский (1833—1878).
Художник — Лев Игорев.
Пристав — Пётр Перовский.

## Пятнадцатая миссия (1865—1878)
Начальник — Палладий (Кафаров), архимандрит.
Иеромонахи — Сергий (Артамонов), Исаия (Поликин) (1833—1871), Геронтий (Левицкий).
Студенты — П. С. Попов, Иоанн Иродионович Рахинский

## Шестнадцатая миссия (1879—1883)
Начальник — Флавиан (Городецкий), архимандрит.
Иеромонахи — Николай (Адоратский), Алексий (Виноградов)

## Семнадцатая миссия (1884—1896)
Начальник — Амфилохий (Лутовинов), архимандрит.
Иеромонахи — Амфилохий (Шипунов), Алексий (Виноградов), Платон (Грузов), Николай (Дробязгин)
Священник — Николай Петрович Шастин

## Восемнадцатая миссия (1896—1931)
Начальник — Иннокентий (Фигуровский), епископ.
Иеромонахи — Авраамий (Часовников), Симон (Виноградов), Неофит (Осипов) и Пимен (Сипягин).
Священник — Николай Петрович Шастин
Диакон — Нил Милютин, Василий Иванович Скрижалин.
Иеродиакон — Симон.
Псаломщик — Иларион Туркевич
Послушники — Григорий Александрович Свечников, Эраст Дмитриевич Пашутин (иеродиакон Евлогий), Фёдор Филиппович Хайдуков, Степан Иванович Чернаволенко, Иван Родионович Скляднев и Фотий Григорьевич Швидкий.
Студенты — И. П. Врублевский, В. М. Алексеев, А. И. Иванов
Врач — Владимир Корсаков (при посольстве)

## Девятнадцатая миссия (1931—1933)
Начальник — Симон (Виноградов), епископ.

## Двадцатая миссия (1933—1956)
Начальник — Виктор (Святин), митрополит.
Священники — протоиерей Дмитрий Успенский